# Franziskanerinnenkloster St. Alexandri
Das Kloster St. Alexandri war ein Kloster von Franziskanerinnen des regulierten Dritten Ordens des heiligen Franziskus auf dem heutigen Rheydter Marktplatz in Mönchengladbach. Es wurde im Jahr 1433 gegründet und schloss sich der Kongregation der niederrheinischen Tertiarier an. Im Zuge der napoleonischen Säkularisation wurde es im Jahr 1802 aufgelöst.

## Gründung des Franziskanerinnenklosters
Im Jahr 1433 bat die „ehrbare Matrona“ Adelheid von Kempen den Rheydter Landesherrn Johann II. von Rheydt-Heppendorf um Überlassung der unbewohnten Beginenklause neben der Pfarrkirche St. Alexandri, um darin in einer Ordensgemeinschaft Gott zu dienen und von Almosen zu leben. Im Juli 1434 gestattete der Kölner Bischof Dietrich von Moers dieses Anliegen unter der Bedingung, dass die Schwestern in Klausur unter dem Kleid und der Form der dritten Regel des heiligen Franziskus leben sollten.
Die Rheydter Gründung reiht sich ein in eine Vielzahl niederrheinischer Beginengemeinschaften, die sich zwischen den Jahren 1420 und 1440 dem Dritten Orden des heiligen Franziskus anschlossen, wie u. a. die Frauenkonvente in Hüls (1422), Bockum (1424), Kempen (1426), Sonsbeck (1428), Wachtendonck (1430), Krefeld (1430), Geldern (1432), Rheindahlen (1433), Rees (1436), Viersen (1438) und Goch (1439). Am Niederrhein bildete sich die franziskanische Kongregation der niederrheinischen Tertiarier, die 1496 aus fünf Männerklöstern und 26 Frauenklöstern bestand und ihren Sitz im Nikolauskloster bei Schloss Dyck hatte.

## Ökonomie des Klosters
Der Rheydter Frauenkonvent bestand anfänglich nur aus wenigen Mitgliedern, da die wirtschaftliche Ausstattung sehr bescheiden war. Die ökonomische Lage verbesserte sich erst 1455, als Johann von Arendal, Herr von Rheydt, dem Kloster den an der Kirche gelegenen Linneper Hof übertrug. Die Herren von Rheydt erlaubten den Klosterfrauen die Mitbenutzung der Pfarrkirche, statteten das Kloster mit hoch dotierten Anniversarien und Seelenmessen für ihre Familienmitglieder aus und ließen ihnen Güter und Renten zukommen. Daneben betrieben sie einen eigenen Landwirtschaftshof mit einem Back- und einem Brauhaus für den Eigenbedarf, der von Klostermägden und Knechten bewirtschaftet wurde. Sie selbst widmeten sich dem gewerblichen Tuchhandwerk. Im Jahr 1586 werden fünf Webstühle in ihren Werkstätten genannt. Die Zahl der Konventmitglieder stieg auf 19.

## Innere Organisation
Das Alltagsleben der Franziskanerinnen wurde durch ihre Ordensregeln und die vorgegebenen Gebetsstunden bestimmt. Geleitet wurden die Drittordensklöster von der vom Konvent auf Zeit gewählten Oberin, die in Rheydt auch Matersche genannt wurde. Sie war für die Einhaltung der Regeln und der Disziplin in der Gemeinschaft verantwortlich und bestimmte alle Vorgänge im Haus. In religiösen Fragen war sie an die Weisungen des Provinzialministers gebunden, der die geistliche Aufsicht gemeinsam mit den Visitatoren führte. Ihr zur Seite stand die Promatersche (Prokuratorin), die für alle wirtschaftlichen Angelegenheiten zuständig war. Die Feier der Messe und die Seelsorge der Schwestern übernahm der gewählte Pater, auch Rektor genannt. Er war nicht nur Beichtvater und Spender der Sakramente, sondern auch Berater und Sachverwalter und vertrat das Kloster nach außen. Viele der Rektoren des Klosters stammten aus dem Nikolauskloster in Jüchen. Frauen, die in die Gemeinschaft aufgenommen werden wollten, mussten zunächst ein Probejahr absolvieren. Voraussetzung war, dass sie mindestens 15 Jahre alt waren und ihnen ein guter Leumund bescheinigt wurde. Bei Eintritt wurde eine größere Zuwendung erwartet, zumindest aber eine Mitgift, wie sie bei einer weltlichen Ehe im Spätmittelalter üblich war. Ein großer Teil der aufgenommenen Frauen stammte aus den gehobenen Familien der Nachbarstädte und Landgemeinden.

## Plünderungen während des Kölner Krieges
In der Reformationszeit brachen für das Kloster schwere Zeiten an. Der Kölner Krieg verursachte erhebliche Verwüstungen durch plünderndes Kriegsvolk. Am Ostermontag 1586 drangen Söldnerhaufen gewaltsam in die Kirche ein und raubten allen Kirchenschmuck, Messgewänder und Sakralgefäße. Im Kloster zerschlugen sie den Annenschrein, entwendeten einen vergoldeten Silberkelch, beschädigten im Werkraum die Webstühle und nahmen alle kostbaren Tuchwaren und alles Garn mit. In den Klosterräumen wurde alles Inventar zertrümmert, ebenso im  Backhaus und Brauhaus. Aus den Stallungen führten sie sieben Kühe und vier Rinder fort. In den Sommermonaten desselben Jahres streifte das Kriegsvolk, das auf der Burg Odenkirchen und Haus Horst saß, fast täglich durch das Dorf Rheydt und drang immer wieder in die Häuser und das Kloster ein, sodass die Schwestern ihr Klosterleben nicht mehr gefahrlos weiterführen konnten und auf Schloss Rheydt Schutz suchen mussten.
Kaum hatten sich die Schwestern einigermaßen wiedereingerichtet, ereilte sie am 5. Mai 1587 das gleiche Schicksal, wobei die kurkölnischen Horden aus Kaiserswerth, Linn und Uerdingen kommend mit brutaler Gewalt vorgingen und es zu sehr vielen Toten und Verletzten in der gesamten Rheydter Herrschaft kam. Der Rektor des Klosters Johan Paesch und zwei Knechte wurden nach Misshandlungen niedergeschossen und die Schwestern schwer geschlagen und verwundet. Das Kloster verlor erneut alle Habseligkeiten und Viehbestände, begleitet von mutwilligen Zerstörungen und Verwüstungen.

## Das Kloster im Umfeld der reformierten Gemeinde
Die Übernahme der Pfarrkirche durch die Reformierten im Jahre 1632 und der Übertritt der Herren von Rheydt zur protestantischen Lehre brachte das Kloster in höchste Existenznot. Seine Privilegien wie die Steuerfreiheit oder Befreiung vom Kirchenzehnten wurden von der Gemeinde und der Herrschaft angezweifelt. Die Alexanderkirche war als Ort der Seelsorge und des Gebets für die Schwestern verloren. Sie richteten deshalb innerhalb ihrer Gebäude ein Gotteshaus ein, dessen Innenraum die Maße von ca. 10 × 15 m hatte und mit bunten Kirchenfenstern ausgestattet war. Der Besitz eines Annenschreins, der bei den Plünderungen 1586 beschädigt wurde, weist darauf hin, dass die Mutter Marias als Patronin der Weber und anderer Handwerksberufe eine besondere Verehrung durch die Schwestern erfuhr. Die kleine Klosterglocke, welche die Jahreszahl 1664 trug, scheint erst einige Jahre nach der Einrichtung der Klosterkirche angeschafft worden zu sein. Einen Teil des Inventars der Pfarrkirche nahmen die Klosterfrauen offenbar an sich. Der Wolfgangaltar, der erstmals im Jahre 1507 als Seitenaltar erwähnt wird, wurde in der Klosterkirche aufgestellt. Ebenso nahmen sie eine wertvolle Monstranz aus dem zweiten Viertel des 15. Jahrhunderts in ihre Obhut. Im oberen Aufsatz der Monstranz ist der heilige Papst Alexander mit Tiara, Schwert und Buch dargestellt. Die gotische Monstranz befindet sich heute im liturgischen Bestand der Marienkirche. Die Schwestern übernahmen das Patronat der Pfarrkirche und nannten ihr Kloster Konvent St. Alexandri zu Rheidt. Sie stellten der kleinen katholischen Gemeinde in ihrer Not die neu eingerichtete Klosterkirche zur Mitbenutzung zur Verfügung und erlaubten ihrem Pater, sich der Seelsorge der Rheydter Katholiken anzunehmen.

## Der große Klosterbrand
Im Mai 1694 vernichtete eine Feuersbrunst über 50 Häuser im Dorf Rheydt, darunter auch alle Klostergebäude. Das Kloster stand nach dem Brand vor dem Ende, da es kein Geld für einen Wiederaufbau hatte. In der Not wandten sich die Franziskanerinnen im August desselben Jahres an den Kurfürsten Johann Wilhelm von der Pfalz-Neuburg. Die Hilfe des Jülicher Landesherrn und Spenden der Rheydter Katholiken retteten das Fortbestehen des Klosters. Mit der katholischen Rheydter Herrschaftsfamilie Bylandt-Schwarzenberg verbesserte sich Anfang des 18. Jahrhunderts die Stellung des Klosters und der katholischen Minderheit. Die Privilegien des Klosters blieben bestehen und die Schwestern konnten, wenn auch bescheiden, ihr Klosterleben in Frieden fortführen, bis 1802 Napoleon dem Kloster ein Ende bereitete.

## Die napoleonische Säkularisation

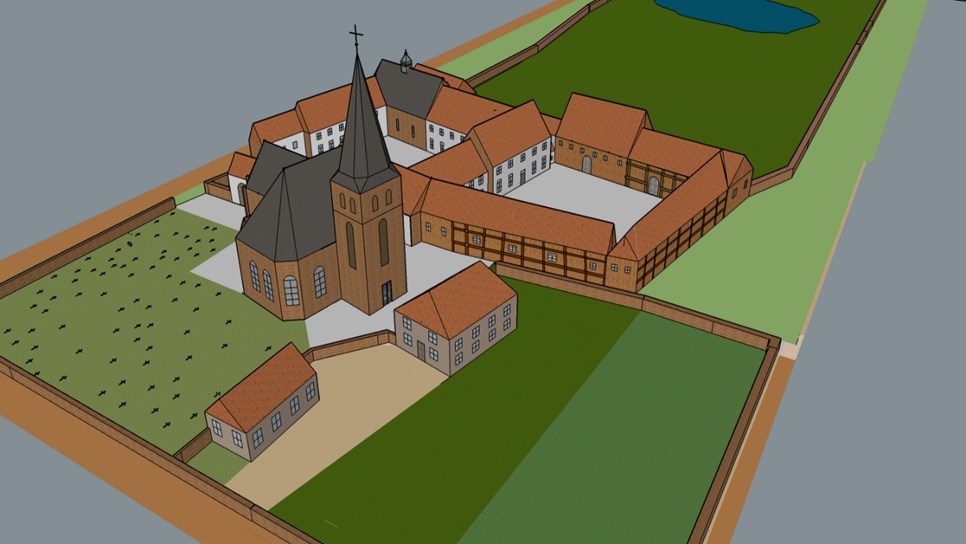
Rekonstruktionsmodell des Klosters St, Alexandri – Anfang 19. Jahrhundert

Zum Zeitpunkt der Auflösung war das Kloster noch mit fünfzehn Schwestern bewohnt. Den Schwestern wurde zu ihrer Versorgung vom französischen Staat eine kleine Pension zugebilligt. Der letzte Rektor Leonhard Dapper, der einige Klostergebäude zunächst mietete, kaufte diese im Jahr 1806 und stellte sie den Schwestern als Wohnraum zur Verfügung. Die Fabrikantenbrüder Johann und Diedrich Lenssen und ihr Schwager Arnold Peuchen erwarben den übrigen Teil des Klosterareals. Da die Stadt Rheydt den Marktplatz erweitern wollte, erwarb sie 1878 alle noch bestehenden Gebäudeteile des Klosters. Mit dem Neubau der evangelischen Hauptkirche im Jahr 1898 verschwanden die letzten Gebäudeteile des Klosters und mit ihnen die Erinnerung an das franziskanische Klosterleben, das mehr als 350 Jahre das Bild des Dorfkerns und das Leben der Landgemeinde Rheydt mitprägte.